# フランチェスコ・アイエツ
フランチェスコ・アイエツ（Francesco Hayez [franˈtʃesko ˈaːjets], 1791年2月10日 - 1882年2月12日）は、イタリアの画家。19世紀ミラノの代表的なロマン主義画家。

## 生涯
フランチェスコ・アイエツはヴェネツィアの貧しい家の出である。父親はフランス系、母親はムラーノの出身。フランチェスコは5人兄弟の末っ子で、母方の叔母夫婦に育てられたが、この叔母は裕福な船舶所有者また美術収集家の妻であった。叔父は、子供の頃から素描の才能を見せたフランチェスコを、ある美術修復家の元に弟子入りさせる。後にフランチェスコは画家のフランチェスコ・マジョット の生徒となり、3年の間学ぶ。1806年には新たに改組されたヴェネツィア美術アカデミー の絵画コースに入学し、テオドロ・マッティーニの元で学ぶ。1809年、 アカデミア美術館主宰のコンペティションに入賞し、ローマのアッカデミア・ディ・サン・ルーカで1年学ぶことになる。フランチェスコは1814年までローマに滞在し、次にナポリ王国の国王になったジョアシャン・ミュラに依頼されて『アルキノオスの法廷にいるユリシーズ』を制作するためにナポリに移る。1830年代半ばにはミラノのサロンに出席していたことが分かっている。1850年にミラノのブレラ美術館のディレクターに任命された。
フランチェスコ・アイエツに対する評価は、彼が自分の作品にサインや日付を入れなかったため、困難なものとなっている。更に彼はしばしば同じ構成で絵を描いたが、それらにはほとんど違いがないか、全く違いがないものがある。彼の初期の作品にはドミニク・アングルやナザレ派の影響が見られる。後期の作品は古典復帰の傾向が見られる。

## 作品
- 『アリストテレス』(1811、アカデミア美術館)
- 『リナルドとアルミーダ』 (1812-13、198×295 cm、ベネチア・アカデミア美術館)
- 『アルキノオスの法廷にいるユリシーズ』 (1813-15、381×535 cm、カポディモンテ美術館)
- 『ロミオとジュリエット』 (1823、291×202 cm、カルロッタ邸、トレメッツォ)
- 『入浴するバテシバ』 (1834、77×107 cm、個人蔵)
- 『アレッサンドロ・マンゾーニの肖像』 (1841、117×91 cm、ブレラ美術館)
- 『瞑想』 (1851、90×70 cm、個人蔵)
- 『Portrait of Antonietta Tarsis Basilico』 (1851、130×100 cm、個人蔵)
- 『キス』 (1859、110×88 cm、ブレラ美術館)
- 『オダリスク』 (1867、82×68 cm、ブレラ美術館)
- 『ジョアキーノ・ロッシーニの肖像』 (1870、109×87 cm、ブレラ美術館)
- 『ルツ』[2] (1835、ボローニャ市庁舎)